# NGC 3033
NGC 3033 is een open sterrenhoop in het sterrenbeeld Zeilen. Het hemelobject werd op 27 februari 1835 ontdekt door de Britse astronoom John Herschel.

## Synoniemen
- OCL 796
- ESO 167-SC6